# Oksana Trofimovna Pavlenko
Oksana Trofimovna Pavlenko (in russo Оксана Трофимовна Павленко?; Valjava, 23 aprile 1896 – Mosca, 21 aprile 1991) è stata una pittrice sovietica di etnia ucraina.

## Biografia
Nel 1914 intraprese gli studi alla Scuola d'Arte di Kiev sotto la guida di Fotii Krasyts'kyj e di Fedir Hryhorovyč Kryčevs'kyj, per poi proseguirli tre anni più tardi all'Accademia nazionale ucraina delle arti con Mychajlo L'vovyč Bojčuk, maestro che la seguì anche all'Istituto di arti plastiche. A questo periodo risalgono le decorazioni delle baracche del reggimento Luc'k (distrutte nel 1922) e gli affreschi nell'auditorium dell'Istituto di arti plastiche, anch'essi distrutti nel 1934. Durante il suo periodo di insegnamento al Mežyhirja Technikum produsse alcuni affreschi come La consultazione del villaggio (1925), nonché dipinti quali La preparazione dei pirogy (1918) e l'autoritratto (1925). Trasferitasi nel 1929 a Mosca per insegnare alla Facoltà di Ceramica del Vchutemas, tornò spesso in patria per dipingere gli affreschi, in seguito distrutti, del Teatro drammatico di Charkiv. Pur collaborando a lungo con il maestro Bojčuk, se ne allontanò dal punto di vista stilistico, privilegiando una pittura più naturalista.